# Sfida a Glory City
Sfida a Glory City (Die Hölle von Manitoba) è un film western del 1965 diretto da Sheldon Reynolds.

## Trama
Clint Brenner e Reese sono due famosi pistoleri in lotta per un duello mortale a Manitoba, ma si uniscono le forze per combattere contro i banditi.